# Larinia sekiguchii
Larinia sekiguchii là một loài nhện trong họ Araneidae.
Loài này thuộc chi Larinia. Larinia sekiguchii được miêu tả năm 1989 bởi Tanikawa.